# Ао-хоу
Ао-хоу (晉鄂侯) — четырнадцатый правитель царства Цзинь в эпоху Чуньцю по имени Цзи Ци (姬郄 или 姬郤). Сын Сяо-хоу, правил в 724—718 годах до н. э.).
После смерти Ао-хоу цюйвоский Чжуан-бо напал на царство Цзинь, чтобы захватить его. Однако чжоуский Пинь-ван, напав на Цюй-во, заставил Чжуан-бо отступить на защиту своего владения. В результате на царство был поставлен сын Ао-хоу — Ай-хоу.